# Mathias Hain
Mathias Hain (Goslar, 31 de dezembro de 1972) é um ex-futebolista alemão que jogava como goleiro.

## Carreira
Hain fez sucesso defendendo o Arminia Bielefeld, onde jogou entre 2000 e 2008, sendo um dos jogadores com mais participações pelo clube: 243 no total. Ele também jogou por Eintracht Braunschweig (179 partidas em uma década, com 1 gol marcado), Greuther Fürth e St. Pauli, tendo encerrado a carreira neste último, em 2011, aos 38 anos de idade.
Após a aposentadoria, virou treinador de goleiros da equipe de Hamburgo, exercendo o cargo até 2015.